# Matěj z Agnone
Matěj z Agnone, O.F.M. Cap. (světským jménem: Prospero Lolli; 1563 Agnone – 31. října 1616 Serracapriola) byl italský římskokatolický duchovní a kapucín.

## Život
Narodil se roku 1563 v Agnone v provincii Isernia jako Prospero Lolli. V současné době není známo přesné datum jeho narození ani rodinné zázemí, je popisováno, že byl pravděpodobně z bohaté rodiny. Jako student byl velmi inteligentní.
Jednoho dne odešel z neznámého důvodu z domova s puškou a omylem zastřelil šestiletého chlapce Donatantonia Cellilliho. Prospero nebyl přítomným u soudu, ale z dostupných dokumentů víme, že jeho čin byl uznán za neúmyslný a byla mu určena pokuta. Byl nucen opustit rodnou obec a usadil se v Neapoli, kde začal studovat filozofii a medicínu. Podle dobových pramenů navštěvoval právnické kurzy a jezuitskou oratoř. Chtěl vstoupit do Tovaryšstva Ježíšova, ale jeho přítel otec Tomáš z Triventa jej nasměroval ke kapucínské spiritualitě.
Roku 1582 vstoupil do noviciátu kapucínů v Sessa Aurunca. Následující rok složil řeholní sliby a přijal jméno Matěj z Agnone. Teologické vzdělávání získal v Averse. V době studia jeho rodina zařídila přemístění do klaštera v Serracapriole. Vzhledem k jeho zázemí ho nadřízení pozvali, aby pokračoval ve studiu v Bologni. Tam byl v sobotu 19. září 1592 vysvěcen na kněze. Po vysvěcení zahájil svou kazatelskou službu a byl ustanoven exorcistou.
Roku 1596 byl jmenován kvardiánem konventu ve Vasto, zároveň přednášel filozofii. O dva roky později se stal provinciálem kapucínů. Tuto funkci zastával do roku 1601. Poté působil jako novicmistr ve Vasto a sepsal krátkou příručku pro novice. Brzy se stal vizitátorem kapucínské provincie v Bari a provinčním definitorem s přidělením do konventu Serracapriola, kde působil také jako kvardián.
Roku 1614 byl přeložen do kláštera v Sant'Elia a Pianisi, ale ze zdravotních důvodů se musel vrátit do Serracaprioly. Zde 31. října 1616 zemřel. Při pohřbu se mnozí věřící snažili vystřihnout části jeho hábitu, aby je uchovali jako relikvii.

## Proces svatořečení
Dne 13. března 1996 byl v diecézi San Severo zahájen jeho proces svatořečení.